# Beulah (Mississipi)
Beulah és una població dels Estats Units a l'estat de Mississipi. Segons el cens del 2000 tenia 473 habitants.

## Demografia
Segons el cens del 2000, Beulah tenia 473 habitants, 139 habitatges, i 108 famílies. La densitat de població era de 397 habitants per km².
Dels 139 habitatges en un 46,8% hi vivien nens de menys de 18 anys, en un 28,1% hi vivien parelles casades, en un 38,8% dones solteres, i en un 21,6% no eren unitats familiars. En el 19,4% dels habitatges hi vivien persones soles el 5,8% de les quals corresponia a persones de 65 anys o més que vivien soles. El nombre mitjà de persones vivint en cada habitatge era de 3,4 i el nombre mitjà de persones que vivien en cada família era de 3,83.
Per edats la població es repartia de la següent manera: un 38,9% tenia menys de 18 anys, un 9,9% entre 18 i 24, un 31,5% entre 25 i 44, un 12,7% de 45 a 60 i un 7% 65 anys o més.
L'edat mediana era de 26 anys. Per cada 100 dones de 18 o més anys hi havia 72 homes.
La renda mediana per habitatge era de 24.861 $ i la renda mediana per família de 25.341 $. Els homes tenien una renda mediana de 22.500 $ mentre que les dones 19.205 $. La renda per capita de la població era de 8.631 $. Entorn del 31,8% de les famílies i el 33,8% de la població estaven per davall del llindar de pobresa.

## Poblacions properes
El següent diagrama mostra les poblacions més properes.